# Котломин (хутор)
Котломин — хутор в Неклиновском районе Ростовской области.
Входит в состав Фёдоровского сельского поселения.

## Население
| 2010 |
| ---- |
| 88   |

## Улицы
- ул. Береговая,
- ул. Колхозная,
- ул. Нагорная.